# Krannonas
Krannonas (Grieks: Κραννώνας) is een dorp en een voormalige gemeente in de departement Larissa, Thessalië, Griekenland. Sinds de hervorming van de lokale overheid in 2011 maakt het deel uit van de gemeente Kileler. 
In 2011 had het dorp 109 inwoners, 177 in de gemeentelijke eenheid en 2289 in de fusiegemeente. De fusiegemeente heeft een oppervlakte van 205,24 km². De zetel van de gemeente was Agioi Anargyroi. 
Het ligt ten zuidwesten van de regionale hoofdstad Larissa, ten noorden van Farsala en ten noordoosten van Palamas en Karditsa. De grenzen van de fusiegemeente strekken zich uit tot in het zuiden van het Fyllio-gebergte, waar het hoogste punt 533 m is, tot in het noorden tot Koilada en Larissa en tot in het oosten tot Nikaia. In het westen grenst het aan de fusiegemeente Karditsa. Op het grondgebied van Krannonas, in Palealarissa, ligt de plaats van de oude stad Crannon. Daar vond de beslissende slag plaats van de Lamian-oorlog tussen Macedonië en Athene met zijn bondgenoten.